# Cherry Jones
Cherry Jones (ur. 21 listopada 1956 w Paris) – amerykańska aktorka teatralna, telewizyjna i filmowa.

## Życiorys
W 1978 została absolwentką szkoły teatralnej Carnegie Mellon School of Drama, stanowiącej jednostkę uczelnianą Carnegie Mellon University. Karierę aktorską związała głównie z występami w teatrach broadwayowskich, grała m.in. w adaptacji sztuk Anioły w Ameryce Tony’ego Kushnera i Imaginary Friends Nory Ephron. Pojawiała się także w sztukach wystawianych przez tzw. off-Broadway. Od początku lat 80. występuje regularnie w filmach i serialach telewizyjnych, a także w produkcjach kinowych. Grała drugoplanowe lub epizodyczne role m.in. w Zaklinaczu koni, Erin Brockovich, Gniewie oceanu, Znakach oraz Osadzie.
W latach 2009–2010 zagrała prezydent Allison Taylor w serialu 24 godziny. Za tę rolę w 2009 otrzymała Nagrodę Emmy (dla najlepszej aktorki drugoplanowej w serialu dramatycznym) oraz nominację do Nagrody Satelita (w kategorii dla najlepszej aktorki drugoplanowej w serialu, miniserialu lub filmie telewizyjnym). W 2019 wyróżniona nagrodą Emmy za rolę Holly w serialu Opowieść podręcznej w kategorii najlepsza aktorka gościnna w serialu dramatycznym.
Czterokrotnie nominowana do nagrody Tony dla najlepszej aktorki teatralnej, otrzymywała ją w 1995 (za rolę The Heiress) i w 2006 (za rolę w Doubt). Trzykrotnie zdobyła też nagrodę teatralną Drama Desk Award. W 1995 otrzymała wyróżnienie Drama League Award za wybitny występ.
W 1995, odbierając pierwszą nagrodę Tony, ujawniła, że jest lesbijką, dziękując swojej długoletniej życiowej partnerce. Później przez kilka lat jej partnerką była aktorka Sarah Paulson. W 2015 zawarła związek małżeński z Sophie Huber.

## Filmografia
- 1992: Dzika lokatorka
- 1997: Julian Po
- 1998: Zaklinacz koni
- 1999: Cradle Will Rock
- 2000: Erin Brockovich
- 2000: Gniew oceanu
- 2002: Boskie sekrety siostrzanego stowarzyszenia Ya-Ya
- 2002: Znaki
- 2004: Ocean’s Twelve: Dogrywka
- 2004: Osada
- 2008: 24 godziny: Wybawienie
- 2009: Amelia Earhart
- 2010: Matka i dziecko
- 2012: Awake
- 2018: Opowieść podręcznej
- 2018: Wymazać siebie
- 2019: Sukcesja
- 2019: W deszczowy dzień w Nowym Jorku